# Zagreb Marathon
Zagreb Marathon är ett maratonlopp och halvmaraton i Zagreb i Kroatien. Maratonloppet arrangeras årligen i oktober och hade premiär år 1992. Sedan premiären har antalet deltagare vuxit och år 2012 uppgick antalet löpare som tog sig i mål på distansen 42 195 m till 249 personer varav 36 kvinnor.
Zagreb Marathon har en internationell karaktär med deltagare från hela världen. Rekordhållaren är bosniern Đuro Kodžo som 2008 löpte distansen på tiden 2:16:45. Bästa kvinna är kenyanskan Lucia Kimani som 2011 tog sig i mål på tiden 2:34:57.

### Fotnoter
1. ↑  Zagreb-marathon.com Arkiverad 8 augusti 2014 hämtat från the Wayback Machine. (kroatiska)
2. 1 2  Zagreb-marathon.com Arkiverad 21 juli 2014 hämtat från the Wayback Machine. (engelska)